# Şerif Mardin
Şerif Mardin (* 13. Februar 1927 in Istanbul; † 6. September 2017) war ein türkischer Soziologe und Politikwissenschaftler. In einer Publikation von 2008 wurde er als der „Doyen der türkischen Soziologie“ bezeichnet.

## Kindheit und Studium
Mardins Vater Şemsettin Mardin war ein türkischer Diplomat und entstammte einer angesehenen Familie. Er war Cousin von Arif und Betül Mardin. Mardins Mutter war Reva Mardin, die Tochter Ahmet Cevdets, des Gründers der osmanischen Zeitung İkdam.
Mardin besuchte zunächst ab 1940 das Galatasaray-Gymnasium in seiner Geburtsstadt Istanbul. Er beendete die High School 1944 in den USA. 1948 erhielt er einen Abschluss als Bachelor of Arts in Politikwissenschaften an der Stanford-Universität. 1950 erhielt er den Master of Arts im Fach Internationale Beziehungen an der Johns-Hopkins-Universität. 1958 wurde er in Politikwissenschaften an der Stanford-Universität promoviert. Seine Dissertation wurde von der Princeton University Press unter dem Titel The Genesis of Young Ottoman Thought 1962 veröffentlicht.

## Akademischer Werdegang
Mardin begann seinen akademischen Werdegang 1954 an der Fakultät für Politikwissenschaften der Universität Ankara und war dort bis 1956 angestellt. Von 1958 bis 1961 arbeitete er als wissenschaftlicher Mitarbeiter im Department of Oriental Studies der Princeton University. 1960 bis 1961 arbeitete er als Forschungsstipendiat am Middle East Institut der Harvard University. Danach kehrte er in die Türkei zurück und wirkte an der Fakultät für Politikwissenschaften der Universität Ankara. Im Jahre 1964 wurde er Dozent und 1969 Professor. Seine Lehr- und Forschungstätigkeit an der Universität Ankara dauerte bis 1973. Auch gab er im Zeitraum von 1967 bis 1969 Kurse an der Technischen Universität in Ankara, der Technischen Universität des Nahen Ostens. 1973 bis 1991 arbeitete er im Department für Politikwissenschaften der Boğaziçi Üniversitesi. 1999 wurde Mardin an die Fakultät für Künste und Sozialwissenschaften der Sabancı-Universität berufen. Er arbeitete vier Jahre an der Istanbul Şehir University.
Außerdem war Mardin Gastprofessor an der Columbia University, der Princeton University, der University of California, der Oxford University, der École pratique des hautes études sowie an der Syracuse University.

## Ansichten
Mardin konzentrierte sich auf das Osmanische Reich und entwickelte viele Hypothesen über die gesellschaftliche Struktur der Osmanen. Er argumentierte zum Beispiel, dass es im Osmanischen Reich keine „Zivilgesellschaft“ im Sinne Hegels
gab, die unabhängig von der Zentralregierung funktionierte und auf Eigentumsrechten basierte. Daher führte der Mangel an Zivilgesellschaft zu Unterschieden in der sozialen Entwicklung und der politischen Kultur der osmanischen Gesellschaft im Gegensatz zu westlichen Gesellschaften. Mardin wendete die Begriffe Zentrum und Peripherie auf die osmanische Gesellschaft an und kam zu dem Schluss, dass die Gesellschaft aus Stadtbewohnern bestand, darunter der Sultan und seine Beamten und Nomaden. Das Zentrum bestand aus Stadtbewohnern und den Randnomaden. Die Integration von Zentrum und Peripherie wurde nicht erreicht. Diese beiden gesellschaftlichen Merkmale, nämlich das Vorhandensein von Zentrum und Peripherie, und die mangelnde erfolgreiche Integration von ihnen, existieren auch in der modernen türkischen Gesellschaft und bleiben die wichtigste Dualität in der Türkei. Mardin betonte auch die Bedeutung von Jon Turks Gedanken gerichtet an die Aufmerksamkeit der englischsprachigen Welt an. Er analysierte zudem den Gedanken von Said Nursi, der in den frühen Jahren seines Lebens Teil dieser Bewegung war.
Statt Mainstream-Berichten des Modernisierungsprozesses in der Türkei zu folgen, verfolgt er diesbezüglich einen alternativen Ansatz. Er behauptet, die türkische Modernisierung sei mehrdimensional. Daher kann der Reduktionismus in Form von binären Berichten, der aus dem Kemalismus hervorgegangen ist, keine befriedigende Analyse der türkischen Moderne liefern. Auf der anderen Seite behauptet er, dass sich die Kluft zwischen Zentrum und Peripherie während des Modernisierungsprozesses der Türkei fortgesetzt habe. Mardin befasst sich auch mit den Errungenschaften des Kemalismus. Für ihn ist der Kemalismus nicht erfolgreich gewesen. Der Grund für diese unzureichende Leistung hängt jedoch nicht mit der Tatsache zusammen, dass sie gegenüber den in der Bevölkerung herrschenden Überzeugungen unempfindlich ist. Stattdessen kann der Kemalismus nicht ausreichend mit dem Erbe der Aufklärung verknüpft werden. Kurz gesagt, der Kemalismus konnte keine Texte und Philosophie der Ethik entwickeln, um sich selbst zu beschreiben und über die nächsten Generationen hinweg zu bestehen.
Mardin prägte das Konzept des „türkischen Exzeptionalismus“, um die Gründe für die Türken im Umgang mit dem Islam und ihrer Sicht des Staates anders zu erklären als in anderen moslemischen Ländern. Mardin wendete sich gegen die Idee, dass die Trennung von Religion und Staat in der Türkei ein Produkt von Mustafa Kemal Atatürks Bewegung sei. Stattdessen argumentierte er, dass diese Trennung in der osmanischen Zeit begann. In Bezug auf den Säkularismus vertrat Mardin auch eine Ansicht, die die außergewöhnliche Verwendung des Begriffs in der Türkei widerspiegelt. Er sagte, der Säkularismus in der Türkei beziehe sich nicht auf einen feindseligen staatlichen Ansatz gegenüber der Religion. Stattdessen bedeute Säkularismus für Türken, dass der Staat nur einen „Millimeter“ vor der Religion steht. Mardin behauptete weiter, dass Religion, der Islam in diesem Zusammenhang und seine Vertreter, einschließlich Kleriker, als Vermittler zwischen dem Individuum und dem Staat fungieren. Der Islam war auch ein einheitlicher Code für die Menschen in der Peripherie der späten Osmanischen Kaiserzeit.
Im Jahr 2007 prägte er die Wendung „Druck aus dem Wohnviertel“ (mahalle baskısı auf Türkisch), um eine soziologische Realität des Konformitätsdrucks hin zu einem islamischen Lebensstil zu beschreiben.

## Werke

### Bücher
Mardin veröffentlichte viele Bücher über Religion, Modernisierung und Gesellschaft im Kontext der Türkei. Einige davon sind:
- Religion and Social Change in Modern Turkey: The Case of Bediuzzaman Said Nursi, Albany, NY: State University of New York Press, 1989[33]
- The Genesis of Young Ottoman Thought: A Study in the Modernization of Turkish Political Ideas, Syracuse, NY: Syracuse University Press, July
- Laicism in Turkey, İstanbul: Konrad Adenauer Foundation Press, March 2003
- Center and periphery in the Ottoman Empire, New York: Syracuse University Press 2005
- The nature of nation in the late Ottoman Empire, Leiden: ISIM 2005
- Religion, society, and modernity in Turkey, Syracuse, NY: Syracuse University Press, July 2006